# À quoi ça sert
Singles de Elsa
Mon amour (Avril 2004) Éternité (Juin 2005)
Pistes de De lave et de sève
L'Or et la poussière Comme un fou
À quoi ça sert est le 23e single d'Elsa. C'est le 2e extrait de son album De lave et de sève.
La chanson raconte l'histoire d'un homme qui, sans l'amour de sa femme, n'a plus d'aura séductrice.
Aucun vidéo clip n'accompagne ce single, dont la promotion fut réduite comme peau de chagrin.

## Supports commerce
- CD monotitre promotionnel
  - Piste 1 : À quoi ça sert   (Radio edit)   3:33

- Téléchargement légal